# Jean-Jacques Alfred Mouton
Pour les articles homonymes, voir Mouton (homonymie).
Jean Jacques Alfred Alexandre Mouton dit Alfred Mouton, né le 10 février 1829 à Opelousas en Louisiane et mort le 8 avril 1864 lors de la bataille de Mansfield, est un général de brigade de l'armée confédérée d'origine cajun.

## Avant la guerre
Alfred Mouton est le fils d'Alexandre Mouton, sénateur et gouverneur de la Louisiane. Après des études secondaires au collège Saint Charles de Grand Coteau, son père l'envoie parfaire son éducation à l'académie militaire de West Point en 1846, malgré ses hésitations en raison de sa mauvaise connaissance de la langue anglaise.
Le 1er juillet 1850, il sort diplômé de l'école militaire à la 38eplace sur 44. Il démissionne de l'armée américaine lors la réduction des effectifs de l'armée qui suit la guerre américano-mexicaine et revient en Louisiane où il devint brigadier général de la milice louisianaise de 1850 à 1861. Il postule comme ingénieur civil à Opelousas et à La Nouvelle-Orléans, notamment dans la construction du chemin de fer. Il reste deux années dans cette fonction avant d'en démissionner en 1853. Il se tourne alors vers l'agriculture et la culture de la canne à sucre dans une plantation située dans la paroisse de Lafayette. Il participe par ailleurs au « comité de vigilance de Lafayette ». Il est brigadier général de la milice locale.
En 1854, il épouse sa cousine, Philomène Zilia Mouton, avec qui il a eu quatre filles et un garçon.

## Guerre de Sécession
Son père est le président de la convention de sécession de la Louisiane. Au déclenchement de la Guerre de Sécession, Alfred Mouton organise une compagnie d'hommes parmi la population locale de la paroisse de Lafayette, l'Acadian Guard. La compagnie se compose essentiellement d'agriculteurs. Alfred Mouton est désigné comme capitaine de cette compagnie. Lorsque la compagnie devint la 18e compagnie d'infanterie de Louisiane, il est nommé colonel. Le 6 et 7 avril 1862, il participe à la tête de sa 18e Louisiana Infantry à la bataille de Shiloh sous les ordres d'abord du général sudiste Albert Sidney Johnston qui sera tué lors de cette bataille, puis du général Pierre Gustave Toutant de Beauregard (d'origine franco-louisianaise comme lui et qu'il a connu à West Point). Cette bataille est perdue par les Confédérés qui battent en retraite. Alfred Mouton connaît sa première défaite militaire. Il est blessé lors de cette bataille alors qu'il mène une contre-attaque,.
De retour en Louisiane, il est nommé commandant de brigade de cavalerie par le général sudiste Richard Taylor, fils de Zachary Taylor, ancien président de la République des États-Unis au sein de l'armée de Louisiane occidentale. Il est promu brigadier général avec une date de prise de rang au 16 avril 1862. Il combat pour la défense du bayou Teche contre les incursions nordistes. Il participe aux batailles de LaFourche Crossing (en), d'Atchafalaya, de Berwick Bay et de Bayou Teche.
Lors de la bataille de Mansfield, il est tué par l'adversaire, à la tête de sa cavalerie, lors d'une charge contre l'ennemi.
Il est enterré sur place avec les nombreux tués, puis en 1874, sa dépouille est ramenée à Lafayette où il est inhumé au cimetière Saint Jean. Une rue du centre-ville de Lafayette porte son nom. Le 17 juillet 2021, une statue installée en 1922 par les soins des United Daughters of the Confederacy devant la mairie de Lafayette, a été déboulonnée.